# Lưu Thiên Đế
Lưu Thiên Đế (chữ Hán: 劉芊蒂, Anh văn: Cindy Lau) là một nữ diễn viên điện ảnh và truyền hình Hồng Kông, tuy nhiên công việc chính của bà là thiết kế phục trang cho các bộ phim.

## Sự nghiệp

### Thiết kế phục trang
- Ác nam (1986)

### Điện ảnh
- Điềm mật thập lục tuế (1986)... Cindy
- Se tâm đích ngã (1986)
- Tháo hàng linh phân (1986)... Celine
- Anh hùng bản sắc 2 (1987)... Nữ tạp vụ ở quán ăn của Kiên
- Trung Hoa chiến sĩ (1987)... Chin-chin
- Cổ hoặc đại luật sư (1990)
- Vũ thai tỉ muội (1990)
- Trung gian đạo (1991)
- Đoạt mệnh kim (2011)... Debbie

### Truyền hình
- Yellowthread street (1990) - The lost man... Nữ phục vụ